# فرانچسکو موریرو
فرانچسکو موریرو (به ایتالیایی: Francesco Moriero) بازیکن فوتبال و اهل ایتالیا است که از سال ۱۹۹۸ میلادی عضو تیم ملی فوتبال ایتالیا بوده و در ۸ بازی ملی حضور داشته‌است. او در بازی‌های ملی‌اش ۲ گل به ثمر رساند.
فرانچسکو موریرو آخرین بازی ملی خود را در سال ۲۰۰۰ میلادی انجام داد.